# Soumanou Oke
Soumanou Oke, né le 21 mai 1955 à Bantè (alors dans la colonie du Dahomey) et mort le 17 décembre 2022 à Corbeil-Essonnes,, est un homme d'État et militaire béninois.

## Biographie
Soumanou Oke est né à Bantè, une commune béninoise situé au centre du pays plus précisément dans le département des Collines. Il fait sa scolarité primaire à l'école catholique primaire d'Alafiarou et de Manta puis poursuit ses études secondaires au Cours secondaire protestant de Cotonou et ensuite obtient son baccalauréat série D au collège d'enseignement général de Gbégamey. Après cela, il intègre l'université nationale du Bénin en 1976 puis incorpore les forces Armées Béninoises le 1er juillet 1977, marquant ainsi le début de sa carrière militaire. Il poursuit dès lors ses formations militaires à Ouidah au Bénin de 1977 à 1978 avant de rejoindre l'académie militaire de Tripoli en 1978.

### Carrière militaire et politique

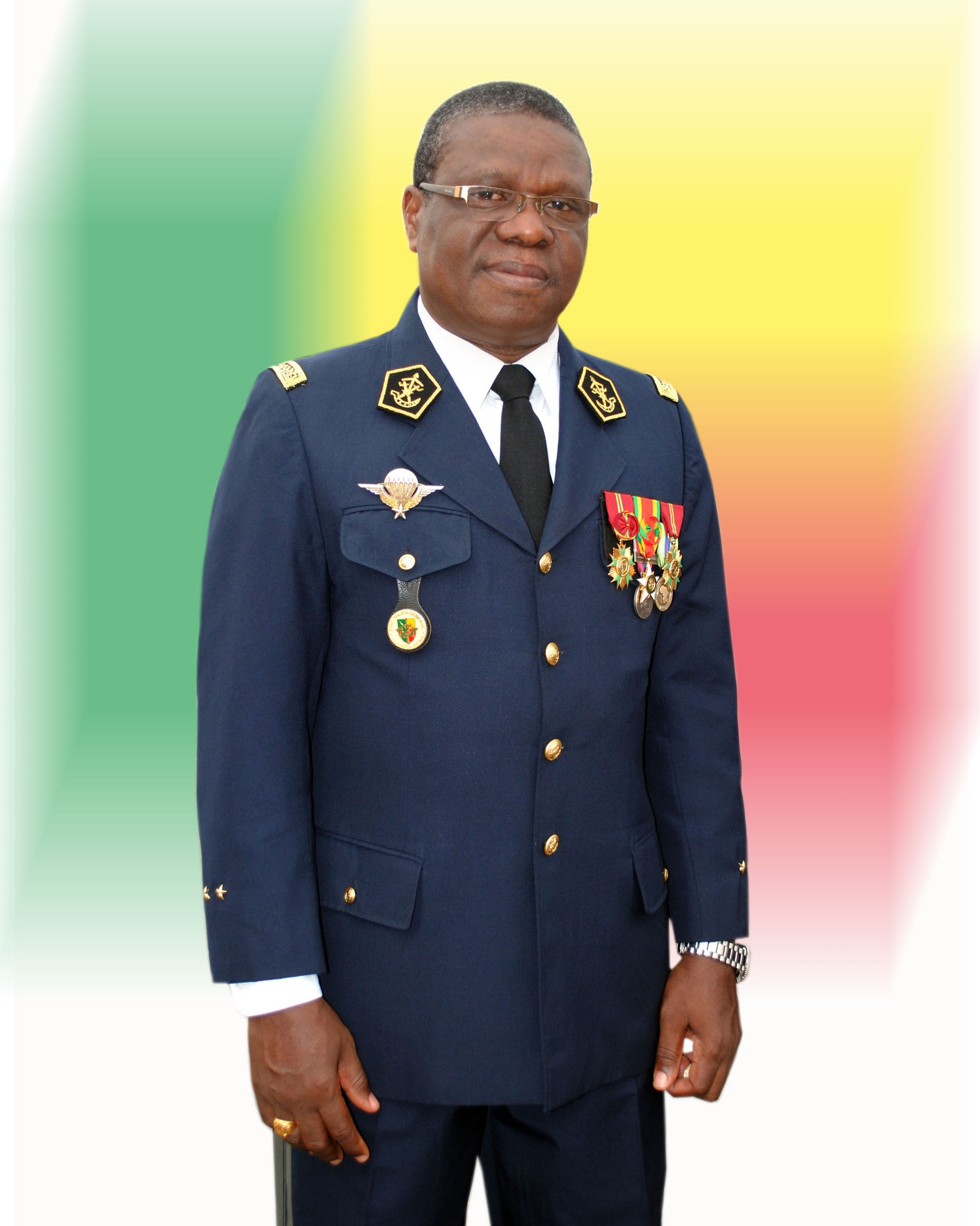
Soumanou Oke en 2011.

Le 1er octobre 1981, Soumanou Oke obtient le grade de lieutenant après sa formation à l'académie militaire de Tripoli. Après un long parcours militaire, il est nommé chef d'état major de l'armée de Terre en octobre 2001, puis chef d'état major général adjoint des forces armées béninoises où il siège pendant six ans de 2006 à 2012 avec le grade de général de brigade. Durant ce temps, il a été commandant de force de la manœuvre logistique de la Force en attente de la CEDEAO dénommée Jigui 2009 au Burkina Faso, puis commandant de force de l’exercice de poste de commandement de la force en attente de l’Union africaine dénommé AMANI AFRICAdu 13 au 29 octobre 2010 à Addis- Abeba. Il est ensuite nommé chef d'état major général des forces armées béninoises,, prenant ainsi suite au général Mathieu Boni. Il y siège cette fois juste le temps d'une année avant d'être admis au grade de général de division le 1er juillet 2012, ce qui marque ainsi la fin de sa carrière militaire.

### Famille
Soumanou Oke est marié et père de six enfants.

## Décorations et distinctions honorifiques
- Médaille de la Défense française (argent)
- Médaille de la Défense française  (or)
- Médaille de l’Union africaine
- Officier de l'ordre du Mono (Togo)
- Chevalier de l'ordre national du Bénin
- Officier de l'ordre national du Bénin
- Commandeur de l'ordre national du Bénin
- Grand Officier de l'ordre national du Bénin